# Józef Potocki
Józef Potocki (né en 1673 – mort le 19 mai 1751), membre de la noble famille polonaise Potocki, voïvode de Kiev (1702-1744), regimentarz generalny (1733), grand hetman de la Couronne (1735), voïvode de Poznań (1743), castellan de Cracovie (1748), staroste de Halytch, Varsovie, Leżajsk, Kołomyja, Czerwonogród, Śniatyn et Bolemów.

## Biographie
Józef Potocki est le fils de Andrzej Potocki (1630-1691) et de Anna Rysińska.
En 1703, il réprime une révolte paysanne dirigée par Semen Paliy (en). D'abord partisan d'Auguste II, il change de camp en 1705 et devient un partisan de Stanislas Leszczynski.
Potocki est vaincu lors des batailles de Kalisz (en) en 1706, et de Koniecpol (en) en 1708. En 1709, il vit en exil en Hongrie puis en Turquie. Il rentre en Pologne en 1714 et devient avec le Primat de Pologne, Teodor Potocki, un des leaders de la « Familia », le parti de l'opposition. Dans cette optique, il contribue à l'échec de 9 sejms successives et empêche une augmentation des moyens de l'armée. En 1719, il reçoit l'Ordre de l'Aigle Blanc, la plus haute distinction de Pologne.
En 1733, pendant la guerre de Succession de Pologne il soutient de nouveau Stanislas Leszczynski. Il est nommé Regimentarz de la Confédération de Dzikow (en) et guide l'armée polonaise confédérée contre les forces russes et saxonnes dans plusieurs batailles. Le 28 février 1735, il reconnait le roi Auguste II et devient grand hetman de la Couronne, mais il conspire bien vite contre son souverain avec la Turquie, la Suède et la Prusse, aussi bien qu'à la Cour. Bien au-delà des lois et coutumes, Potocki mène sa propre politique étrangère. En 1737 et 1738, sans en informer Auguste II, il est en contact avec l'envoyé turc Ibrahim Effendi (pl).
En 1742 Józef Potocki est fait chevalier des ordres russes de Saint-André et de Saint-Alexandre Nevsky. En 1743, il est nommé voïvode de Poznań et en 1748 castellan de Cracovie.
Józef Potocki décède le 19 mai 1751. Il est inhumé dans l'église collégiale de Stanisławów. Sa dépouille est profanée lors de la destruction de la collégiale par les communistes ukrainiens en 1963.

## Mariage et descendance
Il épouse Wiktoria Leszczyńska qui lui donne 2 enfants:
- Zofia Potocka
- Stanisław Potocki (en) (mort en 1760), grand garde de la Couronne (1728),

Il épouse ensuite Ludwika Mniszek

## Sources
- Notices d'autorité :   - VIAF
  - ISNI
  - GND
  - Pologne
  - NUKAT

- (en) Cet article est partiellement ou en totalité issu de l’article de Wikipédia en anglais intitulé « Józef Potocki » (voir la liste des auteurs).